# Araeolampas
Araeolampas is een geslacht van zee-egels uit de familie Loveniidae. De wetenschappelijke naam van het geslacht werd in 1974 voorgesteld door Keith Serafy.

## Soorten
- Araeolampas atlantica Serafy, 1974
- Araeolampas fulva (A. Agassiz, 1879) Serafy, 1974
- Araeolampas glauca (Wood-Mason & Alcock, 1891) Serafy, 1974
- Araeolampas hastata (A. Agassiz, 1898) Serafy, 1974
- Araeolampas rostrata (de Meijere, 1903) Serafy, 1974